# Pedro de Frontin
Pedro Max Fernando Frontin (Petrópolis, 8 de fevereiro de 1867 — Rio de Janeiro, 7 de abril de 1939) foi um militar brasileiro, pertencente à Marinha do Brasil. Lutou ao lado da Tríplice Entente durante a Primeira Guerra Mundial.

## Biografia
Descendente de franceses, ingressou no Colégio Naval em 3 de março de 1882, aos quinze anos de idade, obtendo todas as promoções por mérito, desde a Primeiro-Tenente, em 8 de janeiro de 1890.

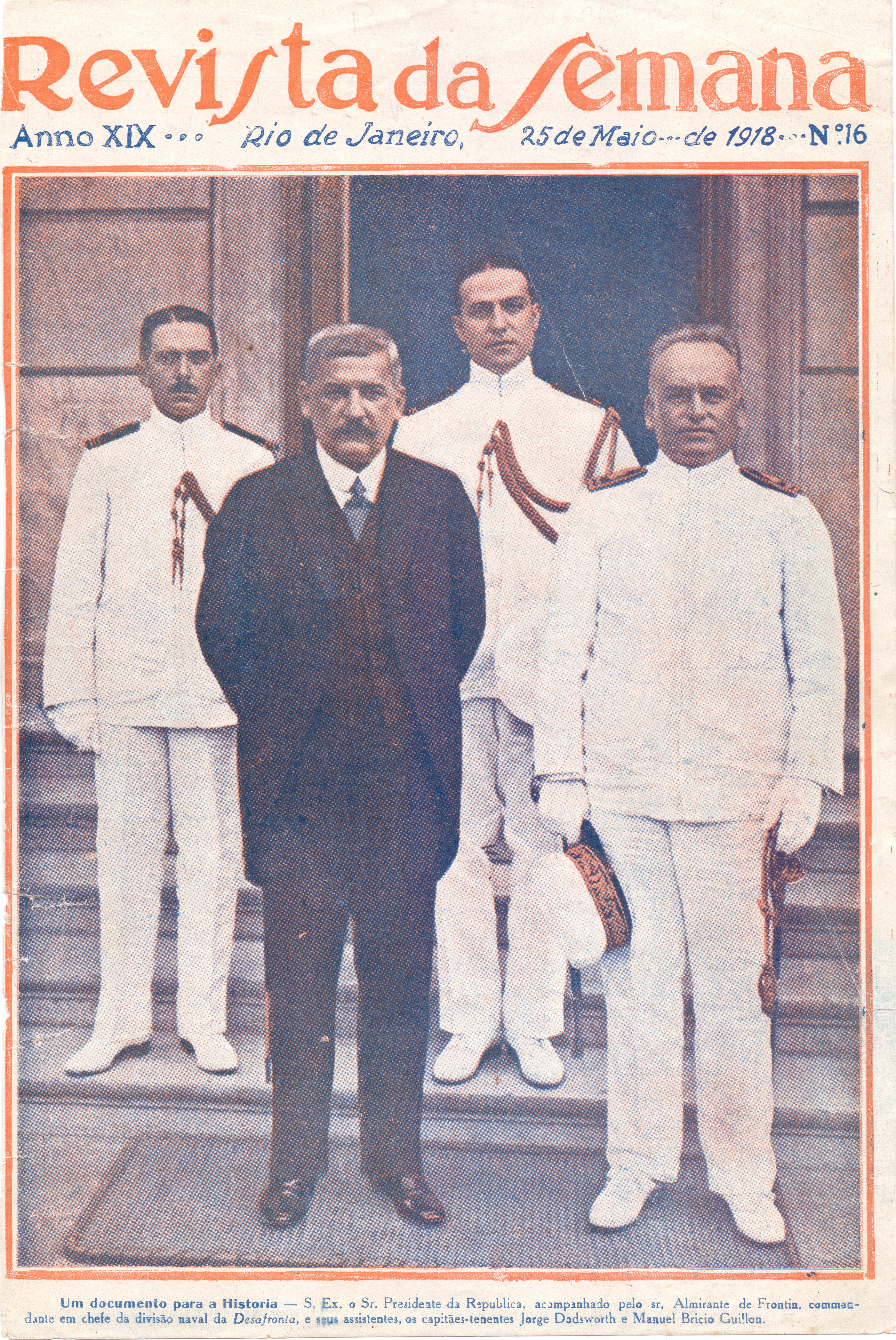
Revista da Semana de 25 de maio de 1918: Frontin em visita de despedida ao Presidente Venceslau Brás, na véspera da partida da Divisão. Da esquerda: Capitão-Tenente Guilhon, então 1º assistente, Venceslau Brás, Capitão-Tenente Dodosworth Martins, 2º assistente e Frontin.

Foi Comandante-em-Chefe da Divisão Naval em Operações de Guerra (DNOG), com a qual representou o Brasil na Primeira Guerra Mundial, operando nos mares da África e da Europa, ao lado das esquadras da Grã-Bretanha, da França e dos Estados Unidos da América. Foi comandante das belonaves: Encouraçado São Paulo, Cruzadores Rio Grande do Sul e Bahia, Contratorpedeiro Piauí e Aviso Laurindo Pitta. Participou da inusitada "Batalha das toninhas", próximo a Gibraltar.
Exerceu ainda os cargos de Chefe do Estado-Maior da Armada, Ministro do Superior Tribunal Militar, Diretor da Escola de Guerra Naval, Comandante do Corpo de Marinheiros Nacionais, Comandante da 2° Divisão Naval e Comandante da Divisão de Encouraçados.
Esteve como ministro do Superior Tribunal Militar entre 1926 e 1938. Foi presidente do tribunal entre 18 de julho de 1934 e 19 de fevereiro de 1938, data de sua aposentadoria. Morreu pouco mais de um ano depois de seu afastamento.